# Willow Grove Inn
Willow Grove Inn (oficialmente conocido como The Inn at Willow Grove) es un hotel en Orange,  Virginia, Estados Unidos.
La estructura básica del edificio fue construida por Joseph Clark en 1778. En 1820, su hijo añadió un ala de ladrillos. 
El exterior refleja la arquitectura del renacimiento clásico de Thomas Jefferson, pero el interior refleja la arquitectura de estilo federal. 